# Melissa Mojica
Melissa Mojica (* 29. Dezember 1983 in San Juan, Puerto Rico) ist eine puerto-ricanische Judoka. Sie war zweimal Zweite bei den Panamerikanischen Spielen.

## Sportliche Karriere
Melissa Mojica belegte bei den Panamerikanischen Spielen 2007 den fünften Platz im Schwergewicht. Vier Jahre später gewann sie die Silbermedaille. 2012 erreichte sie das Finale beim Grand-Slam-Turnier in Moskau und belegte den zweiten Platz hinter der Brasilianerin Maria Suelen Altheman. Bei den Olympischen Spielen in London unterlag sie im Achtelfinale der Russin Jelena Iwaschtschenko. Vier Jahre später verlor Mojica im Achtelfinale der Olympischen Spiele in Rio de Janeiro gegen die Türkin Kayra Sayit. 2019 gewann sie wie 2011 die Silbermedaille bei den Panamerikanischen Spielen, wie 2011 unterlag sie im Finale der Kubanerin Idalys Ortíz.
Melissa Mojica nahm 2007 erstmals an Judo-Weltmeisterschaften teil. Bei den Weltmeisterschaften 2021 besiegte sie im Achtelfinale die Weißrussin Maryna Sluzkaja und erreichte erstmals das Viertelfinale. Nach Niederlagen gegen die Japanerin Sarah Asahina und die Französin Julia Tolofua belegte Mojica den siebten Platz. Bei den Olympischen Spielen in Tokio unterlag sie in der ersten Runde der Portugiesin Rochele Nunes.

## Medaillen

### Panamerikanische Spiele
- 2011: Silber Schwergewicht hinter Idalys Ortíz (Kuba)
- 2019: Silber Schwergewicht hinter Idalys Ortíz

### Panamerikanische Meisterschaften
Bei den jährlich stattfindenden Panamerikanischen Meisterschaften gewann Melissa Mojica eine Goldmedaille, drei Silbermedaillen und zehn Bronzemedaillen.
- 2005: Silber Offene Klasse hinter Carmen Chalá (Ecuador)
- 2006: Bronze Schwergewicht und Bronze Offene Klasse
- 2007: Silber Schwergewicht hinter Ibis Dueñas (Kuba)
- 2008: Bronze Schwergewicht und Gold Offene Klasse vor Priscila Marques (Brasilien)
- 2010: Bronze Schwergewicht und Bronze Offene Klasse
- 2011: Bronze Schwergewicht
- 2012: Silber Schwergewicht hinter Idalys Ortíz (Kuba)
- 2013: Bronze Schwergewicht
- 2016: Bronze Schwergewicht
- 2019: Bronze Schwergewicht
- 2021: Bronze Schwergewicht

### Zentralamerika- und Karibikspiele
Bei den im Vierjahresrhythmus stattfindenden Zentralamerika- und Karibikspielen gewann Melissa Mojica zwei Goldmedaillen, drei Silbermedaillen und zwei Bronzemedaillen.
- 2006: Bronze Schwergewicht und Bronze Offene Klasse
- 2010: Gold Schwergewicht und Gold Offene Klasse, sowie Silber in der Teamwertung
- 2014: Silber Schwergewicht
- 2018: Silber Schwergewicht